# South Orange Open 1974
Il South Orange Open 1974 è stato un torneo di tennis giocato su campi in Erba. È stata la 5ª edizione del torneo, che fa parte del Commercial Union Assurance Grand Prix 1974. Si è giocato a South Orange negli USA dal 19 al 25 agosto 1974.

## Campioni

### Singolare maschile
Alex Metreveli ha battuto in finale  Jimmy Connors  per walkover

### Doppio maschile
Brian Gottfried /  Raúl Ramírez hanno battuto in finale  Anand Amritraj /  Vijay Amritraj con il punteggio di 7–6, 6–7, 7–6